# Colliguaja integerrima
Colliguaja integerrima (del mapudungún Koliway es una especie de arbusto forrajero anual, en la familia Euphorbiaceae.

## Distribución geográfica
Es endémica de Argentina y Chile, a ambos lados de la cordillera de los Andes

## Descripción
Es un siempreverde que alcanza hasta 2 m de altura de, de tallos firmes y látex blanco. Hojas opuestas, enteras, linear falcadas. Láminas sésiles verde claras, de 5-10 x 0,2-0,5 cm. Flores unisexuales, en notables inflorescencias terminales amarilla-rojizas. Las masculinas en la parte superior de la espiga con 8-12 estambres; las femeninas más gruesas con estigma trífido. Fruto cápsula generalmente bicoca de 2 cm de diámetro, al madurar se abre violentamente y lanza las semillas a metros de distancia.
Hábitat precordillerano, hasta los 2.000 m snm, en su distribución sur forma parte de la estepa patagónica.

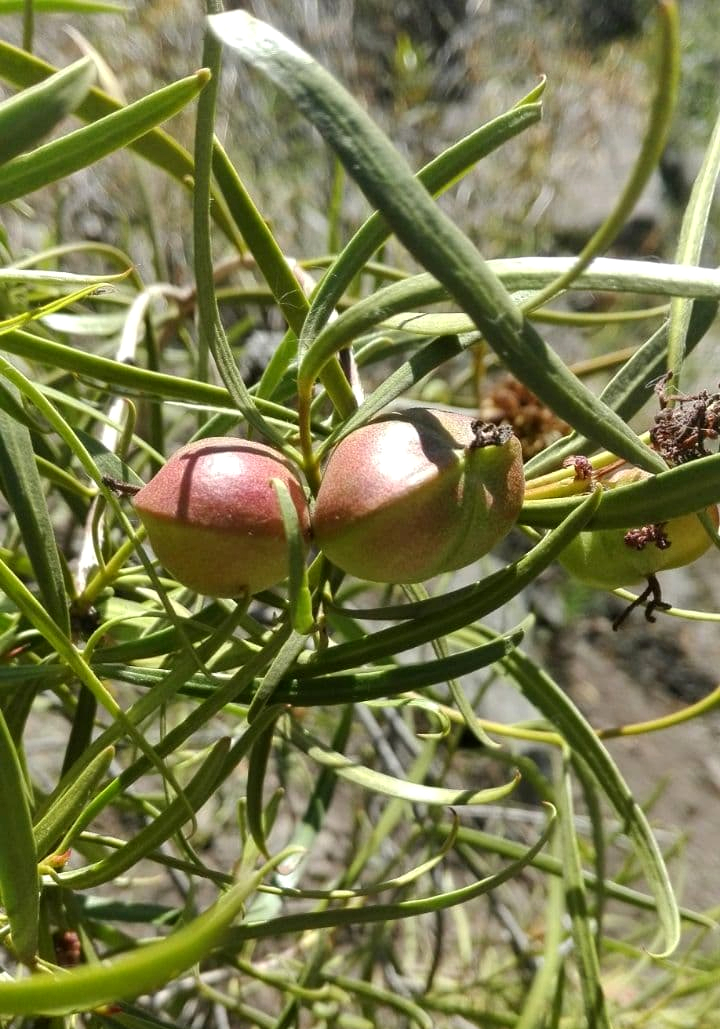
Frutos de C. integerrima

## Usos
Su látex, en medicina popular se usa para algias, dolores de encías y muelas (sin tragarlo porque es tóxico), además para combatir callos y verrugas. También para curar la sarna de las ovejas. En el pasado, se usaba para envenenar puntas de flechas.

## Taxonomía
Colliguaja integerrima fue descrito por Gill. & Hook. y publicado en Botanical Miscellany 1: 140. 1830.
Etimología
Su nombre viene del griego y significa "escudo glandular".
sinonimia
- Colliguaja bridgesii Müll.Arg.[6][7][8]

## Nombre común
Duraznillo, colihuai, coliguay, coliguay de cerro